# شهرستان گرمه جاجرم
گرمه (شهر) به همراه شهر جاجرم، تا مهرماه ۱۳۸۷ زیر نظر شهرستان جاجرم بود که در این تاریخ به‌طور مستقل مرکز شهرستان تازه تأسیس گرمه شد.